# اولی کوش
اولریک کوش (به انگلیسی: Ulrich Kusch) معروف به اولی کوش نوازنده هوی متال درامز اهل آلمان در ۱۱ مارچ ۱۹۶۷ در آخن آلمان متولد شد. علت شهرت او را در تواناییش در آهنگسازی و سبک درامز نوازی او که بسیار سریع و شبیه اسپید متال است می‌دانند.

## درباره
در دههٔ ۸۰ و اوایل دههٔ ۹۰ میلادی اولی فقط یک آهنگساز و نوازنده در استودیو بود که برای گروه‌های مختلفی کار کرده بود.
در ۱۹۹۰ بود که نوازنده درامز گروه پاور متال گاما ری یعنی ماتیاس بورچارد گروه را ترک می‌کند، کای هانسن رهبر گروه از اولی دعوت می‌کند تا به گاما ری بپیوندد، در ۱۹۹۱ گاما ری با شرکت نوازنده جدید درامز خود دومین آلبوم استودیویی خود را با نام Sigh No More را منتشر می‌کند.
پیوستن او به گاما ری دوامی ندارد و او در ۱۹۹۲ از گروه جدا می‌شود و سپس در زمان ضبط آلبوم Master of the Rings در ۱۹۹۴ به هلووین می پیوندد. در همان دوران هلووین دو سی دی اجرای زنده را منتشر می‌کند که در آن از هنرنمایی اولی در درامز نوازی هم تصویر برداری شده‌است. البته در همین زمان بود که اولی گروه کتچ د رینبو را برای گرامیداشت رینبو با همکاری نوازنده گیتار گاما ری، هنجو ریشتر، را راه می اندازد. آن‌ها در ۱۹۹۹ آلبومی حاوی ۱۱ قطعه از آهنگ‌های رینبو را که به صورت دوباره نوازی ضبط شده‌است در احترام و گرامیداشت رینبو منتشر می‌کنند. همچنین او برای ضبط تنها آلبوم رولند گراپف در ۱۹۹۸ همکاری کرده‌است. اولی همچنان یکی از اعضای هلووین باقی می‌ماند و در ضبط آلبوم Better Than Raw و سپس آلبوم دوباره جمع‌آوری شده Metal Jukebox در ۱۹۹۹ شرکت می‌کند.
آلبوم سال ۲۰۰۰ هلووین با نام The Dark Ride ضبط می‌شود، در این آلبوم علاوه بر نقش نوازنده درامز، اولی نقش آهنگسازی را هم در چند آهنگ بر عهده دارد. همچنین در همین سال برای آلبوم The End Of Sanctuary گروه سینر، اولی درامز نوازی می‌کند. در سال ۲۰۰۱ اولی کوش و رولند گراپف توسط ایمیلی از جانب مایکل ویکاث از هلووین اخراج می‌شوند و از آن پس وقت خود را صرف پروژه خود با نام مستر پلن می‌کنند. در ضبط دو آلبوم در سال‌های ۲۰۰۳ و ۲۰۰۵ اولی با مسترپلن همکاری می‌کند.
گروه بیوتیفول سین گروه جدیدی است که اولی با کمک الکس مکنورت در سال ۲۰۰۵ راه اندازی می‌کند.
اکتبر ۲۰۰۶ اولی از مسترپلن اخراج می‌شود و از آن پس تمام وقت اولی صرف بیوتیفول سین می‌شود.
در سال‌های اخیر ۲۰۰۷ و ۲۰۰۸، اولی در گروه‌های چون راید د اسکای و مکانگ دلتا فعالیت داشته‌است.